# Pavel Sivakov
Pavel Sivakov, född 11 juli 1997 i San Donà di Piave, är en fransk professionell landsvägscyklist.

## Karriär
Sivakov har cyklat professionellt sedan 2018. Bland hans meriter kan nämnas vinster i Polen runt och Vuelta a Burgos.